# Сиви лисици
Сивите лисици (Urocyon) са род от два или вероятно три вида лисици, живеещи в Западното полукълбо, част от семейство Canidae. Видовете в рода включват сивата лисица (Urocyon cinereoargenteus) и близкородствената ѝ островна лисица (Urocyon littoralis). На науката е познат и един изкопаем вид, представител на рода, наречен Urocyon progressus.
Представителите на род Urocyon и Енотовидното куче са единствените каниди, които могат да се катерят по дърветата. Urocyon е един от най-старите родове от семейството, чиито представители все още обитават Земята и днес. Третият възможен вид, за който се предполага, че вече е изчезнал и не е научно описан е лисица от остров Консумел, Мексико. Предполага се, че тази лисица подобно на островната лисица е по-дребна от сивата, но е по-голяма от островната.

## Видове
- Urocyon cinereoargenteus
- Urocyon littoralis
- †Urocyon progressus